# Grupa (Koejavië-Pommeren)
Grupa is een dorp in de Poolse woiwodschap Koejavië-Pommeren. De plaats maakt deel uit van de gemeente Dragacz en telt 541 inwoners.

## Verkeer en vervoer
- Station Grupa